# Демешкино (Островский район)
Демешкино — деревня в Горайской волости Островского района Псковской области России.

## География
Расположена в 15 км к югу от города Остров и в 9 км к западу от волостного центра, села Крюки.

## Население
| 2001 | 2002 | 2010 |
| ---- | ---- | ---- |
| 120  | ↘91  | ↘72  |

Численность населения деревни по состоянию на 2000 год составляет 120 жителей.

## История
До 3 июня 2010 года деревня входила в состав ныне упразднённой Синерецкой волости с центром в д. Гривы.